# Andrzej Kozłowski (aktor)
Andrzej Kozłowski (ur. 7 sierpnia 1975 w Białymstoku) – polski aktor teatralny i kabaretowy.

## Życiorys
Ukończył studia na PWST w Krakowie. Występował m.in. w krakowskich teatrach Bagatela i Ludowym, a także Teatrze Muzycznym Capitol we Wrocławiu. 
Obecnie scenicznie jest związany z kabaretem Zdolni i skromni, kabaretem Rak oraz zespołem Los Bomberos, wykonującym muzykę latynoską. Niegdyś należał do Kabaretu pod Wyrwigoszem oraz Grupy Rafała Kmity. Występował w ich programie Wszyscyśmy z jednego szynela, a w 2022 zajął drugie miejsce w finale szesnastej edycji programu rozrywkowego telewizji Polsat Twoja Twarz Brzmi Znajomo.
Andrzej Kozłowski jest żonaty, ma córkę.

## Role teatralne
W Teatrze PWST w Krakowie:
- 1996 Zatrudnimy starego klowna
- 1996 Nocne tańcze wieczystego
- 1996 Iwona, księżniczka Burgunda - Cyprian

W Teatrze Stowarzyszenia Teatralnego "Łaźnia" w Krakowie:
- 1998 Ryszard III - Richmond

W Teatrze STU w Krakowie:
- 2000 Szkoła żon

W Teatrze Ludowym w Krakowie:
- 2000 Błysk rekina - Russel
- 2001 Królowa przedmieścia - Antek

W Teatrze Muzycznym Capitol we Wrocławiu:
- 2003 Gorączka
- 2004 West Side Story - Action

W Teatrze Bagatela w Krakowie:
- 2005 Testosteron - Robal

## Filmografia
- 1995: Młode wilki − ochroniarz Czarnego
- 2004−2014: Pierwsza miłość − Wasyl
- 2005: Szanse finanse (odc. 8)
- 2006: Tempelhof - brama do wolności, z cyklu Wielkie ucieczki − Mieczysław Szejna
- 2009: Plebania − kierowca (odc. 1205)
- 2009: Afonia i pszczoły − lejtnant
- 2011: Przepis na życie − sędzia (odc. 5)
- 2011: Linia życia − recepcjonista
- 2012: Ojciec Mateusz (odc. 97)
- 2012: Misja Afganistan − członek starszyzny wioski (odc. 9)
- 2013: Blondynka − Wiszniewski (odc. 20 i 22)